# Cardiosace formosa
Cardiosace formosa är en fjärilsart som beskrevs av Butler 1875. Cardiosace formosa ingår i släktet Cardiosace och familjen nattflyn. Inga underarter finns listade i Catalogue of Life.